# Niels Kokmeijer
Niels Kokmeijer (* 30. Dezember 1977 in Uitgeest) ist ein ehemaliger Fußballspieler aus den Niederlanden.
Nach einem brutalen Foul von Rachid Bouaouzan in der Partie gegen Sparta Rotterdam am 17. Dezember 2004 musste er aufgrund eines komplizierten Beinbruches seine Karriere beenden und der niederländische Fußballverband sperrte Rachid Bouaouzan für zwölf Spiele. Dieser wurde außerdem zu sechs Monaten Gefängnis verurteilt. Mit diesem Urteil hat der Oberste Gerichtshof in den Niederlanden ein wegweisendes Urteil für den Profi-Sport verhängt.

## Statistik
| Season  | Verein          | Competition    | Apps | Tore |
| ------- | --------------- | -------------- | ---- | ---- |
| 1998/99 | FC Volendam     | Eerste Divisie | 5    | 2    |
| 1999/00 | FC Volendam     | Eerste Divisie | 30   | 7    |
| 2000/01 | FC Volendam     | Eerste Divisie | 22   | 10   |
| 2001/02 | SC Heerenveen   | Eredivisie     | 0    | 0    |
| 2002/03 | SC Heerenveen   | Eredivisie     | 0    | 0    |
| 2003/04 | HFC Haarlem     | Eerste Divisie | 27   | 4    |
| 2004/05 | Go Ahead Eagles | Eerste Divisie | 14   | 4    |
| Total   | Total           | Total          | 98   | 27   |